# Lamborghini Urraco Bertone Bravo
La Lamborghini Bravo è una concept car prodotta da Lamborghini. Si tratta di una coupé a due porte presentata al salone dell'automobile di Torino nel 1974.

## Il contesto
A differenza di altri prototipi la Bravo, prima di essere portata al salone di Torino, aveva già macinato svariati chilometri in mano ai collaudatori Lamborghini.
Nacque infatti come studio per una possibile sostituzione della Urraco (da cui eredita la meccanica).
La vettura presenta spunti stilistici assolutamente interessanti quali il cofano anteriore e posteriore solcati da un gran numero di sfiati rettangolari per l'aria e le ampie superfici vetrate scure che sembrano fasciare la vettura senza soluzione di continuità. I cerchi saranno ripresi dalla Silhouette e da altre vetture di produzione futura.
Dopo aver fatto bella mostra di sé nel museo privato di Bertone, a causa dell'allora situazione finanziaria del gruppo, l'atelier del designer ha deciso di cederla all'asta, assieme ad altri prototipi in suo possesso (Chevrolet Testudo del 1963, Lamborghini Marzal del 1967, Lancia Stratos HF Zero del 1970, Lancia Sibilo del 1978 e Lamborghini Athon del 1980).
In occasione dell'incanto, l'auto è stata venduta a 588.000 euro.  Il nome della vettura probabilmente deriva come di consueto dal mondo delle corride, dove Bravo indica una razza di toro usata in tali manifestazioni.